# Sidolinjeorganet

Sidolinjeorganet (röd) hos en haj.

Sidolinjeorganet är ett känselorgan hos de flesta fiskar och vissa amfibier. Sidolinjeorganet, som sitter längs djurets sida, gör det möjligt för den att känna tryckförändringar i vattnet, till exempel rörelser från andra vattendjur i närheten. 
Fäst i väggarna i sidolinjekanalerna finns små grupper av hårceller inneslutna i en gelemassa kallad cupula. När vattnet rör sig utanför fisken överförs dessa rörelser till vätskan i kanalen och detta leder till dallringar i cupulan och hårbuntarna böjs, vilket gör att nervsignaler skickas ut.

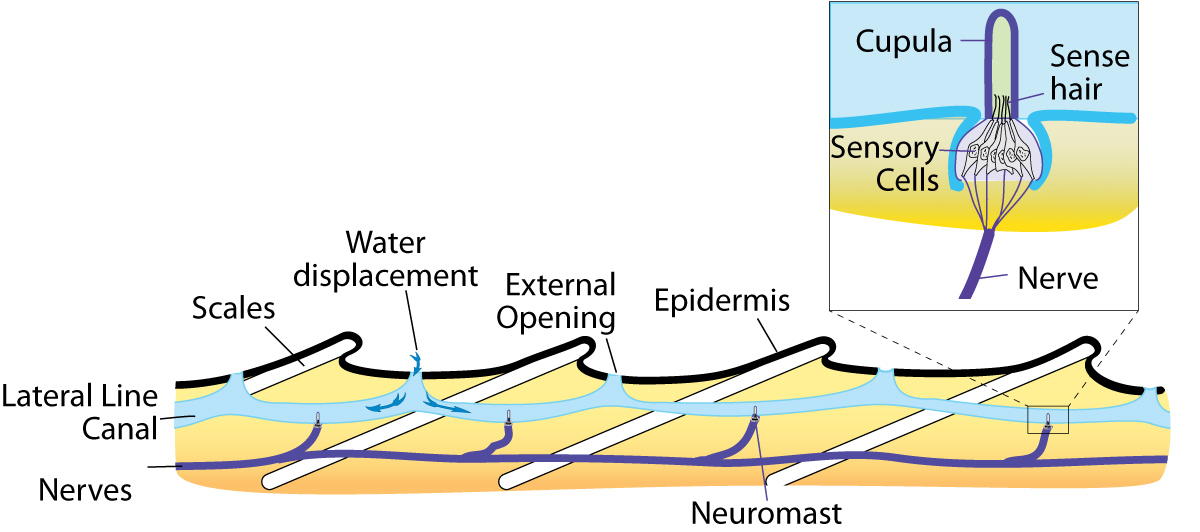
Sidolinjekanalen är ljusblå på bilden (Lateral Line Canal), nerverna är mörkblå (Nerves), hårcellerna (Sense hair) visas i den lilla förstorade bilden uppe till höger tillsammans med Cupulan (Cupula). Vidare illustrerar de vita sneda linjerna fiskens fjäll (Scales).